# Пауль Фелькерс
Пауль Густав Фелькерс (нім. Paul Gustav Völckers; 15 березня 1891, Кіль, Німецька імперія — 25 січня 1946, Владимир, РРФСР) — німецький воєначальник, генерал піхоти вермахту. Кавалер Лицарського хреста Залізного хреста.

## Біографія
Поступив на військову службу 3 березня 1910 року в 27-й піхотний полк принца Луї Фердинанда Прусського. Служив помічником командира в школі піхоти.
З початком Першої світової війни — в діючій армії, командир взводу 5-го гвардійського піхотного полку. 11 жовтня 1914 року тяжко поранений. 26 лютого 1915 року після одужання призначений командиром роти 5-го гвардійського піхотного полку. 29 грудня 1916 року призначений командиром 2-го батальйону 5-го гвардійського піхотного полку. 6 березня 1917 року призначений ад'ютантом в 38-й резервний корпус («Beskiden Korps») 15 листопада 1918 року призначений командиром 2-го батальйону 26-го піхотного полку князя Леопольда Ангальт-Дессау
Після закінчення війни продовжує військову кар'єру і стає одним з 4000 офіцерів нового, значно скороченого рейхсверу, отримавши під своє командування роту 12-го піхотного полку. Надалі проходить службу на різних посадах в штабі, а також в стройових і навчальних підрозділах 12-го піхотного полку. У квітні 1932 року переведений в штат й-го батальйону (1-й (Прусський) піхотний полк) і переїхав в Кенігсберг, де на базі батальйону бере участь у створенні кількох батальйонів вермахту. 1 лютого 1937 року призначений командиром 115-го піхотного полку.
Учасник Французької кампанії. В середині жовтня 1940 року призначений командиром новосформованої 15-ї стрілецької бригади. У 1941 році — представник німецьких сухопутних військ в Болгарському царстві. В кінці 1941 року призначений командиром 78-ї піхотної дивізії і відправлений на східний фронт, де дивізія брала участь в битві за Москву. Підпис Фелькерса стоїть під наказами про спалення цілого ряду населених пунктів Московської області, включаючи Єршово і Скоково під Звенигородом. 9 липня 1944 року разом з генералами і офіцерами штабу корпусу захоплений в полон солдатами 385-ї стрілецької дивізії Червоної Армії в районі Могильова. 17 липня 1944 року проведений по вулицях Москви на чолі багатотисячної колони полонених німців. 23 січня 1946 року помер в радянському полоні.

## Звання
- Фенріх (3 березня 1910)
- Лейтенант (20 березня 1911)
- Обер-лейтенант (18 червня 1915)
- Гауптман (20 червня 1918)
- Майор (1 березня 1931)
- Оберст-лейтенант (1 липня 1934)
- Оберст (1 лютого 1937)
- Генерал-майор (1 січня 1941)
- Генерал-лейтенант (1 вересня 1942)
- Генерал піхоти (1 вересня 1943)

## Нагороди
- Залізний хрест 2-го і 1-го класу
- Військовий Хрест Фрідріха-Августа (Ольденбург) 2-го (із застібкою «Перед ворогом» і 1-го класу
- Нагрудний знак «За поранення» в чорному
- Пам'ятна військова медаль (Австрія) з мечами
- Пам'ятна військова медаль (Угорщина) з мечами
- Почесний хрест ветерана війни з мечами
- Медаль «За вислугу років у Вермахті» 4-го, 3-го, 2-го і 1-го класу (25 років)
- Застібка до Залізного хреста 2-го і 1-го класу
- Медаль «За Атлантичний вал» (20 липня 1940)
- Німецький хрест в золоті (1 квітня 1942)
- Медаль «За зимову кампанію на Сході 1941/42»
- Лицарський хрест Залізного хреста (11 грудня 1942)
- Двічі відзначений у Вермахтберіхт (12 грудня 1942 і 23 листопада 1943)
- Орден «Святий Олександр», великий офіцерський хрест із мечами і зіркою (Болгарія)